# Olympische Jugend-Winterspiele 2012/Teilnehmer (Kirgisistan)
| Gelbes Symbol für Goldmedaillen mit stilisierten Olympischen Ringen | Graues Symbol für Silbermedaillen mit stilisierten Olympischen Ringen | Braundes Symbol für Bronzemedaillen mit stilisierten Olympischen Ringen |
| ------------------------------------------------------------------- | --------------------------------------------------------------------- | ----------------------------------------------------------------------- |
| —                                                                   | —                                                                     | —                                                                       |

Kirgisistan nahm an den Olympischen Jugend-Winterspielen 2012 in Innsbruck mit einem Athleten in einer Sportart teil.

## Sportarten

### Skilanglauf
| Athleten            | Wettbewerb      | Qualifikation | Qualifikation | Viertelfinale      | Viertelfinale      | Halbfinale         | Halbfinale         | Finale             | Finale             |
| Athleten            | Wettbewerb      | Zeit          | Rang          | Zeit               | Rang               | Zeit               | Rang               | Zeit               | Rang               |
| ------------------- | --------------- | ------------- | ------------- | ------------------ | ------------------ | ------------------ | ------------------ | ------------------ | ------------------ |
| Jungen              |                 |               |               |                    |                    |                    |                    |                    |                    |
| Zafar Schachmuratow | 10 km klassisch |               |               |                    |                    |                    |                    | 39:07,1 min        | 46                 |
| Zafar Schachmuratow | Sprint          | 2:01,09 min   | 43            | nicht qualifiziert | nicht qualifiziert | nicht qualifiziert | nicht qualifiziert | nicht qualifiziert | nicht qualifiziert |